# Derby Makinka
Derby Makinka (5. září 1965, Harare, Republika Rhodesie – 27. dubna 1993, Gabon) byl zambijský fotbalový záložník a reprezentant. V roce 1989 se stal zambijským Fotbalistou roku. Účastník LOH 1988 v Jižní Koreji.
Měl dcery Dianu a Debbie a syna Debbyho.

## Fotbalová kariéra
S polským Lechem Poznań vyhrál v sezóně 1991/92 titul v Ekstraklase.
Tragicky zahynul v roce 1993 při letecké havárii zambijské reprezentace u pobřeží Gabonu.